# Torrebelvicino
Torrebelvicino (velenceiül Torebelvisin) település Olaszországban, Veneto régióban, Vicenza megyében. Lakosainak száma 5816 fő (2023. január 1.). Torrebelvicino Recoaro Terme, Schio, Valdagno és Valli del Pasubio községekkel határos.

## Népesség
A település népességének változása:
| Lakosok száma | 5867 | 5849 | 5816 |
|               | 2017 | 2018 | 2023 |